# Stenar
Stenar (2501 m n.p.m.) – góra we wschodnich Alpach Julijskich w Słowenii, dobry punkt widokowy na Triglav.

## Toponimia i historia
Nazwa szczytu odwołuje się do jego stromych ścian. Pierwsze znane wejście jest przypisywane Heinrichowi Freyerowi w 1836 roku, jednak szczyt mogli zdobyć przed nim kłusownicy kozic w końcu XVIII wieku.

## Topografia
Szczyt znajduje się w pobliżu cyrku lodowcowego Kriški podi, we wschodnich Alpach Julijskich. Z trzech stron opada pionowymi ścianami o wysokości od 350 do 650 m (imponująca ściana północna). Kamieniste zbocze południowo-zachodnie jest łagodniejsze.

## Przyroda
Na skalnych urwiskach gniazdują wieszczki, a na zboczach góry występują koziorożce.

## Turystyka
Góra ma sylwetkę w kształcie cypla, a szczyt stanowi najlepszy punkt widokowy na północną ścianę Triglava. Trzy strome ściany góry stanowią cel wspinaczkowy o trudnościach III-IV, natomiast góra jest osiągalna turystycznie od południowego zachodu. Prowadzą na nią dwie ścieżki. Wejścia podejmują się zwłaszcza goście schroniska Pogačnikov dom na Kriških podih.

## Galeria

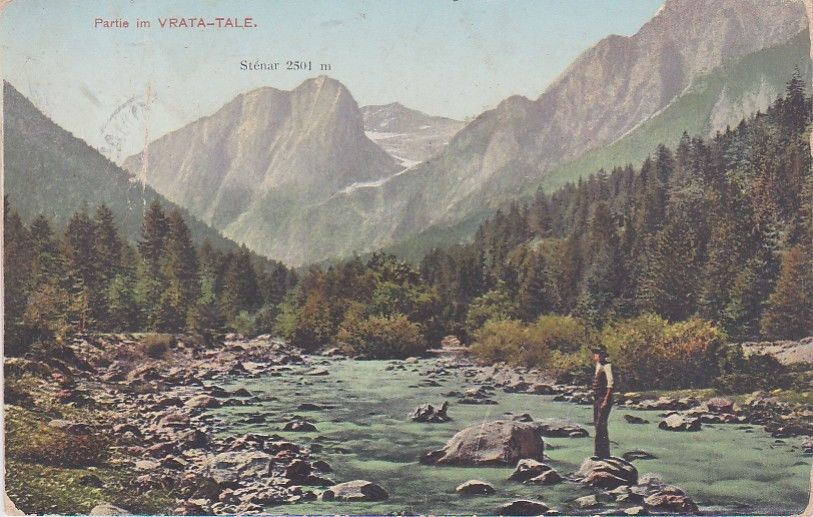
Stenar na pocztówce z początku XX wieku
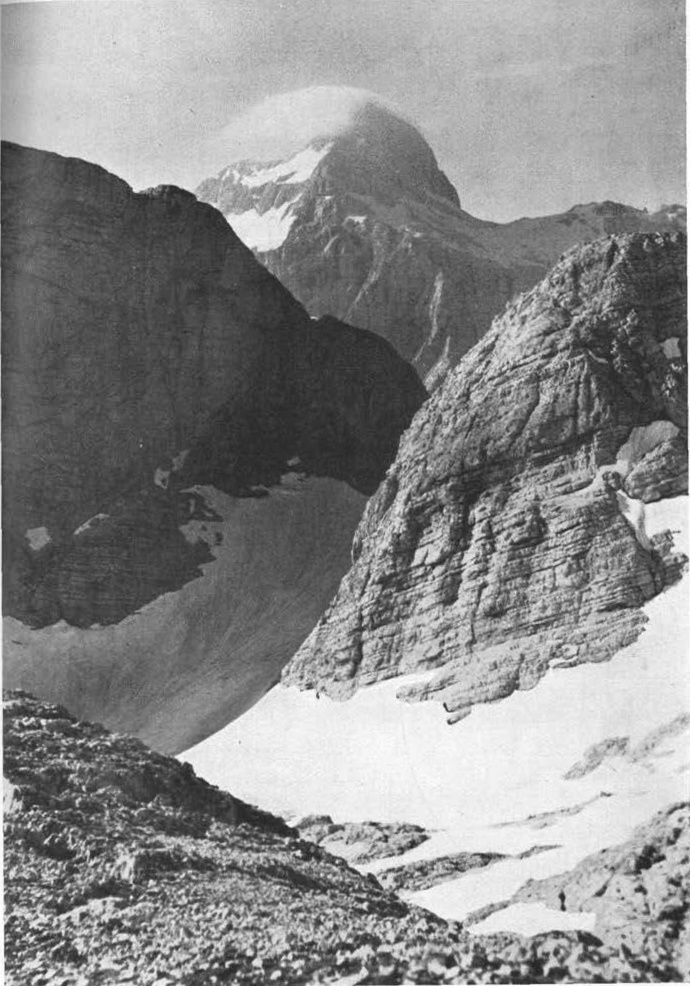
Triglav, Stenar (z lewej), Križ
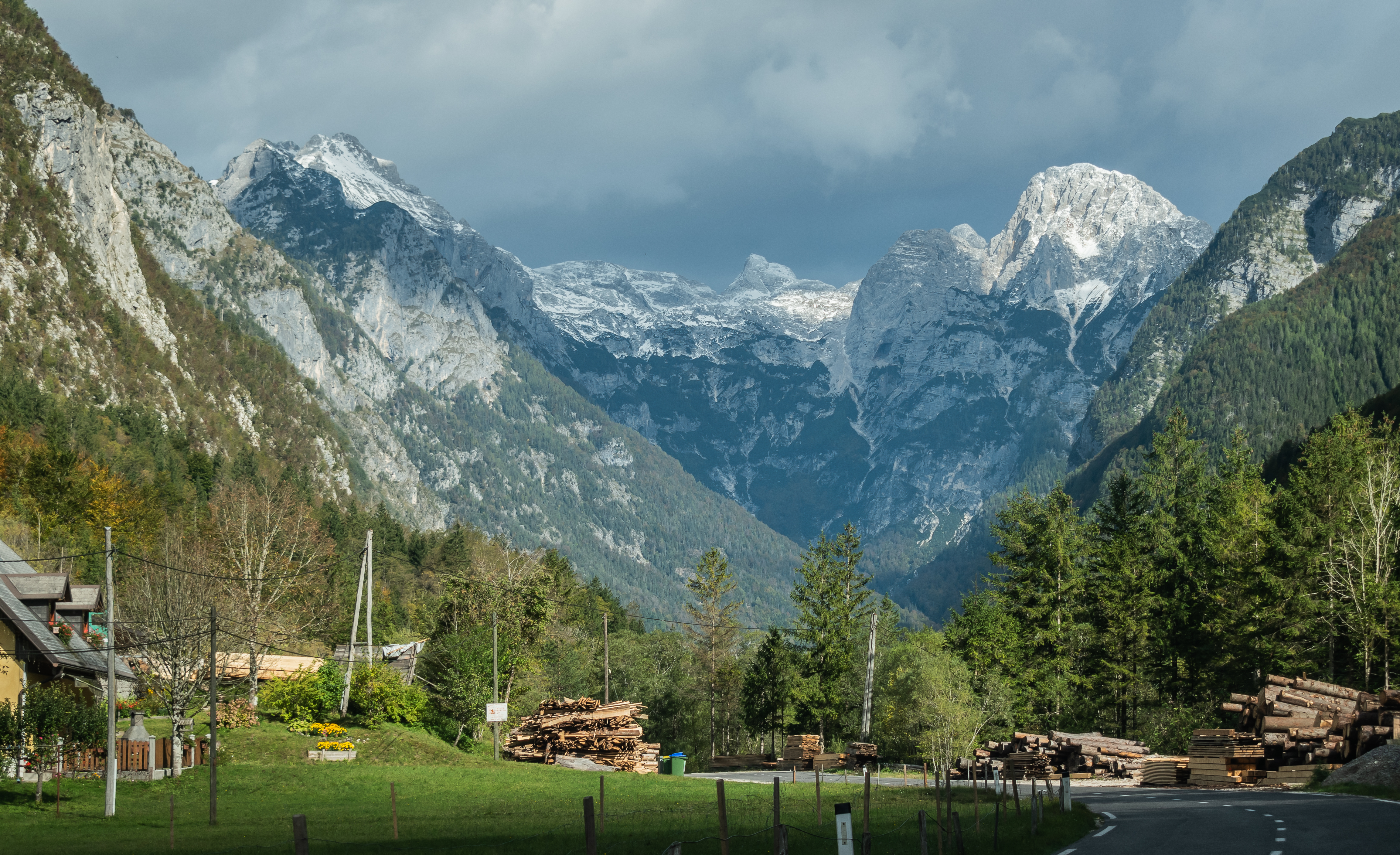
Planja, Stenar i Pihavec, widok z wsi Trenta
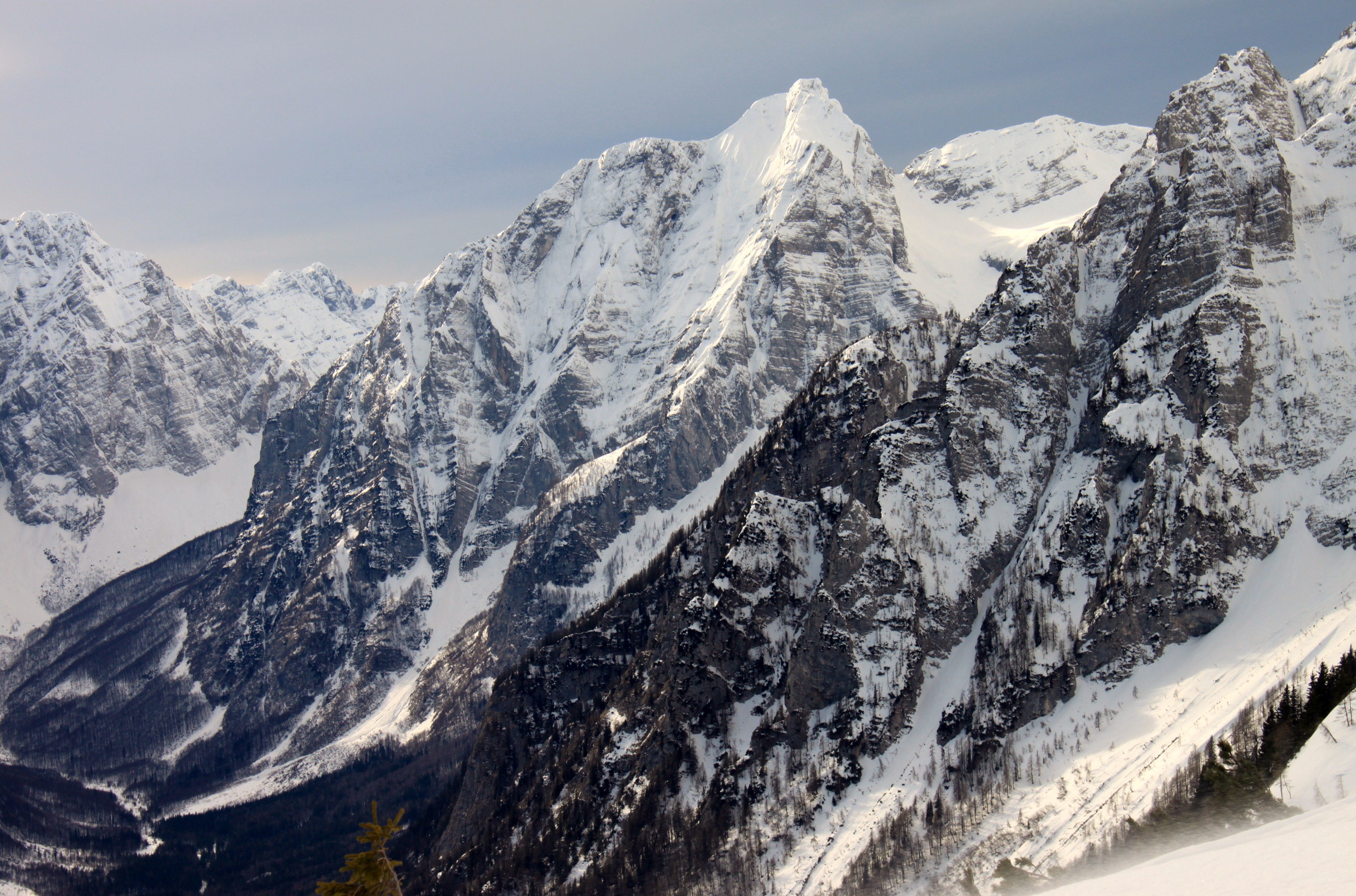
Stenar zimą
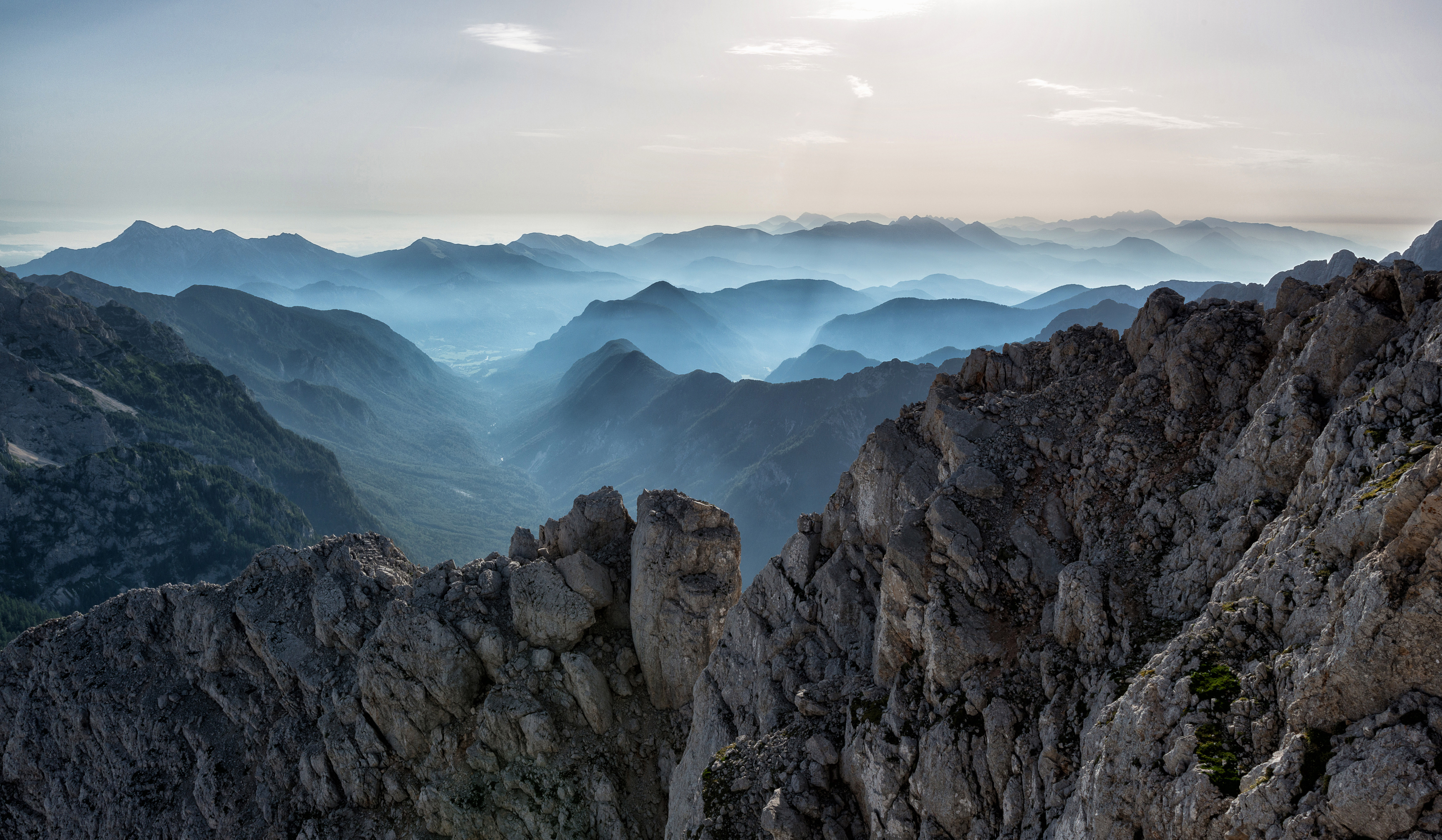
Widok ze szczytu